# Chuck Biscuits
Charles Montgomery, plus connu sous le pseudonyme de Chuck Biscuits est un batteur de rock, et plus particulièrement de punk hardcore américain né le 17 avril 1965.

## Parcours professionnel
Il a commencé sa carrière au sein du groupe D.O.A. de 1978 à 1982 avec lequel il enregistrera quatre albums. Après son départ de la formation, il jouera occasionnellement pour de nombreux groupes, parmi lesquels on peut citer chronologiquement Black Flag, Circle Jerks, The Descendents, Fear et les Red Hot Chili Peppers.
En 1987, il participe à la genèse du groupe Danzig avec lequel il publiera 4 albums jusqu'en 1994, année durant laquelle il se sépare du groupe à la suite d'un conflit avec le leader Glenn Danzig. L'année suivante, il rejoint le groupe Social Distortion, qu'il quittera en 1999. Depuis, il n'est plus musicien professionnel.